# Tahmoh Penikett
Pour les articles homonymes, voir Penikett.
Tahmoh Penikett, né le 20 mai 1975 à Whitehorse au Canada, est un acteur canadien.  
Il est plus particulièrement connu pour son rôle de Karl « Helo » Agathon dans la série télévisée Battlestar Galactica.

## Biographie
Il a rêvé de devenir acteur dès son enfance qu’il a passée en Yukon (territoire du nord-ouest du Canada).
Il est le fils de l'ancien premier ministre du Yukon, Tony Penikett.
Après avoir fini le collège de Yukon (section drame), il a continué ses études a l'École de Film de Victoria et au Théâtre lyrique de Vancouver. 
Il a également joué dans plusieurs courts métrages, dont The Portal en 2014, et The Hostage dans lequel il incarne le rôle métaphorique du diable. 

## Carrière
Sa première apparition au cinéma a eu lieu dans la production de CBS appelée Le Froid attouchement d'un assassin avec Kate Jackson.
Il a ensuite interprété beaucoup de rôles, surtout dans les productions de télévision dont la plus connue est la série de science fiction Battlestar Galactica. À l'arrêt de cette dernière début 2009, il obtient un rôle dans une série qui débute alors : Dollhouse. Il a également interprété plusieurs rôles dans différentes saisons de la série Smallville.
Il fut aussi le héros principal du téléfilm Riverworld d'après le roman de PJ Farmer au côté de Laura Vandervoort.
Il a aussi tenu le rôle de Francis dans Jabberwocky.
Le 14 juin 2018, il a accepté de jouer Eric Gregory, le père de Chris dans le film dramatico-romantique 2 Hearts réalisé et produit par Lance Hool aux côtés de Jacob Elordi, Radha Mitchell, Adan Canto et Tiera Skovbye. Le film est basé sur les histoires vraies de Christopher Mark Gregory et de Leslie et Jorge Bacardi, de la célèbre société familiale du rhum Bacardí. Le film devrait sortir le 16 octobre 2020.

## Filmographie

### Cinéma
- 2007 : Trick 'r Treat : Henry
- 2012 : Big Time Movie : Agent A to MI6
- 2013 : Man of Steel : Jed Eubanks
- 2018 : Deep Space (film, 2018) de Davin Lengyel : Duke
- 2019 : The Devil Has a Name de Edward James Olmos : Anders
- 2019 : Killbird de Joe Zanetti : le facteur
- 2019 : Ride or Die de Zoe Cassavetes (TV) : Quincy
- 2020 : The Color Rose de Courtney Paige : Pasteur Dean Carver
- 2020 : 2 Hearts de Lance Hool : Eric Gregory
- 2021 : Sheltering Season de Bradley Stryker : Viper
- 2021 : The Last Victim de Naveen A. Chathapuram : Richard Orden
- 2021 : Kiri and the Dead Girl de Grace Dove : Dan

### Télévision

#### Téléfilm
- 2005 : Un mariage à l'épreuve (Hush)
- 2010 : Riverworld : Matt Ellman

#### Série télévisée
- 2002 : Stargate SG-1 : Le Réplicateur à forme humaine no 3 (saison 6, épisode 12)
- 2003 : Battlestar Galactica : Karl « Helo » Agathon
- 2003 : Smallville : Vincent (saison 3, épisode 15)
- 2004-2009 : Battlestar Galactica : Karl « Helo » Agathon
- 2004-2005 : Cold Squad : Constable Ray Chase
- 2008 : Smallville : Wes Keenan (saison 6, épisode 19)
- 2009 : Dollhouse : Paul Ballard
- 2011 : Jabberwocky : Francis
- 2011 : Haven : Simon Crocker (saison 2, épisode 12)
- 2011 : The Killing : Greg Linden
- 2012 : Continuum : Jim Martin
- 2012 : Castle : Cole Maddox (saison 4, épisode 23 et saison 5, épisode 1)
- 2012 : Arrow : Nick Salvati (saison 1, épisode 7)
- 2013 : Supernatural : Ezekiel / Gadreel
- 2014 : Star-Crossed : Jack Beaumont
- 2014 : Esprits criminels : Michael Hastings
- 2014 : Reign : John
- 2016 : Beauty and the Beast : Kane (saison 4, épisodes 7 et 9)
- 2018 : Altered Carbon : Dimitri Kadmin
- 2018 : Taken : David Ramsey (saison 2, récurrent)
- 2018 : Deep Six : Duke Cagle (6 épisodes)
- 2019 : Beverly Hills : BH90210 : Jack Carlisle (épisodes 1 et 3)
- 2020 : Medinah : Ezra (4 épisodes)
- 2022 : Devil in Ohio : Malachi Dodd
- 2024 : The Killer Inside: The Ruth Finley Story : Ed Finley
- 2024 : The Madness : Mark Simon (épisodes 1 et 5)
- 2025 : Tracker : Agent Moss du FBI (saison 2, épisode 19)
- 2026 : Carrie

### Web-série
- 2011 : Mortal Kombat: Legacy : Kurtis Stryker

### Jeu vidéo
- 2006 : Need For Speed: Carbon : Darius